# Pritzelago alpina
Pritzelago alpina é uma espécie de planta com flor pertencente à família Brassicaceae. 
A autoridade científica da espécie é (L.) Kuntze, tendo sido publicada em Revisio Generum Plantarum 1: 35. 1891.

## Portugal
Trata-se de uma espécie presente no território português, nomeadamente os seguintes táxones infraespecíficos:
- Pritzelago alpina subsp. auerswaldii - presente em Portugal Continental. Em termos de naturalidade é nativa da região atrás referida. Não se encontra protegida por legislação portuguesa ou da Comunidade Europeia.